# Paolo Eleuteri Serpieri
Paolo Eleuteri Serpieri (Venezia, 29 febbraio 1944) è un fumettista italiano.

## Carriera
Nato a Venezia, si trasferisce presto a Roma dove frequenta il Liceo Artistico.
Dopo gli studi artistici, si occupa di pittura entrando a far parte degli allievi di Renato Guttuso. Frequenta la Facoltà di Architettura e si dedica al disegno di tipo tecnico presso qualche studio di architetto. Nella sua esperienza di pittore passa dall'utilizzo dei colori ad olio all'acrilico per allontanarsi dallo stile del suo maestro Guttuso e ricercare uno stile personale.
In questo periodo inizia a prendere coscienza del mondo del fumetto e apprezzando autori come Alberto Breccia, Arturo Del Castillo e Alberto Salinas. Decide così di intraprendere anche lui l'attività di fumettista collaborando per qualche anno (dal 1975 al 1980) col settimanale Lanciostory, pubblicato dalla Eura Editoriale. Collaborazione durante la quale si dedicherà principalmente ad illustrare racconti di stampo western, sua grande passione.
Per il mercato francese collabora con l'editore francese Larousse per cui illustra, insieme ad altri artisti, l'enciclopedica storica a fumetti Historie du Far West (un contenitore di storie ambientate nel selvaggio west statunitense) su testi di Olliver realizzando storie come Sitting Bull Crazy Horse e La danza degli spiriti. Queste storie sono state pubblicate anche in Italia ad opera di diversi editori col titolo Storie del Far-West o titoli analoghi.
All'attività di fumettista alterna quella di pittore e di professore (presso I. S. A. Roma 2, Decorazione Pittorica). Nei primi anni ottanta lavora per il progetto La Bibbia a fumetti.
Il suo talento non passa inosservato e viene ospitato fra gli autori della neonata rivista Orient Express nei primi anni ottanta. Dell'agosto 1982 (terzo numero della rivista Orient Express) è la storia Forse... in cui Serpieri inizia a virare verso quella fantascienza erotica che sarà il suo marchio di fabbrica nonché elemento di sicuro successo con il futuro personaggio di Druuna. Forse..., per quanto breve, può essere considerata una storia di transizione verso il nuovo stile di Serpieri.
Sulla rivista Orient Express, Serpieri riprende a narrare anche inedite avventure western con le storie Lo sciamano (a colori, del giugno 1983) e L'indiana bianca (in bianco e nero, pubblicato in quattro parti fra l'agosto ed il novembre 1983, numeri dal 13 al 16 della rivista). L'indiana bianca sarà poi riproposto nel 1987 sulla rivista Skorpio ne I grandi miti del West insieme ad altri titoli come L'uomo di medicina.

Paolo Eleuteri Serpieri mentre autografa un albo di Druuna

Dal marzo del 1983 collabora anche con la rivista l'Eternauta, dapprima pubblicando esclusivamente illustrazioni di stampo western (nella serie denominata Mitico West) presentate a partire dal numero 13 della rivista, illustrazioni raffiguranti personaggi di spicco dell'epoca western o situazioni ed avvenimenti classici (assalti indiani, carovane, cowboy ecc). Successivamente, sulle pagine della stessa rivista, pubblicherà anche fumetti. Del gennaio 1984 è La bestia, anche questa storia breve può essere considerata una storia di passaggio, sia per l'utilizzo del colore sia perché l'ambientazione western si tinge di sfumature soprannaturali. È questo il periodo che sull'Eternauta appaiono alcune delle Storie del Far-West disegnate originariamente per Larousse.
In seguito sulla rivista Glamour pubblica fumetti western di carattere erotico.
Nel 1985 realizza Morbus Gravis, un fumetto la cui storia è un misto di fantascienza, erotismo ed avventura, in cui vede la luce Druuna, il suo personaggio più celebre, realizzata per il mensile francese Charlie e pubblicata in Italia a puntate sulla rivista l'Eternauta.
Dopo il successo del primo episodio di Druuna le storie del personaggio si susseguono e sembrano impegnare gran parte dell'attività di Serpieri che si dedica poco ad altre opere. Nascono così le storie successive Druuna (1987, anche noto come Morbus Gravis 2), Creatura (1990), Carnivora (1992), Mandragora (1995), Aphrodisia (1997), Il pianeta dimenticato (2000), Clone (2004), Venuta dal vento (2018).
Numerosi sono i volumi e le ristampe pubblicate, numerosi anche i portfolio o i volumi di illustrazione dedicati al personaggio, Ossessione, Schizzi, Profumo di donna, Druuna X (quest'ultimo raccoglie le immagini più audaci della protagonista del fumetto). Druuna ha dato vita anche ad un gioco per computer alla cui realizzazione ha contribuito lo stesso Serpieri.
Talvolta Serpieri si diverte ad apparire come personaggio all'interno dei suoi fumetti prestando la sua fisionomia a comparse o anche a personaggi di un certo rilievo, tanto nei fumetti western che nelle storie di Druuna, in cui interpreta il personaggio di Doc, un dottore impegnato a seguire lo stato di salute di alcuni personaggi all'interno di un'astronave.
Alcuni editori hanno manifestato l'interesse a ristampare i primi lavori di Serpieri e sono così apparse curate edizioni delle opere prime e dei fumetti western di Serpieri. Grifo Edizioni è infatti impegnata a pubblicare sia i volumi delle Storie del West, che raccolgono le storie di stampo western realizzate da Serpieri per il già citato editore Larousse e quelle di altri editori (come L'indiana bianca), che gli altrettanto affascinanti volumi di Serpieri Opere Prime, destinati a raccogliere le storie realizzate dall'autore per la rivista Lanciostory. 
L'opera omnia di Druuna, sia fumetti che illustrazioni, è invece pubblicata in cartonati da Alessandro Editore.

## Riconoscimenti
- Premio Yellow Kid al Salone Internazionale dei Comics (1982)

## Opere[2]

### Storie del Far-West
- Uomo di medicina (testi, disegni) 2 pagine, Prima pubblicazione: L'Eternauta # 2, E.P.C. (Edizioni Produzione Cartoons) (Apr 1982)
- Sciamano (disegni) 14 pagine, Prima pubblicazione: Orient Express # 11, Edizioni L'isola Trovata (Giu 1983)
- Sitting Bull Crazy Horse (testi, disegni) 7 pagine, Prima pubblicazione a episodi: L'Eternauta # 29, 30, 31 E.P.C. (Edizioni Produzione Cartoons) (Set 1984/Nov 1984)
- Tecumseh (disegni) 7 pagine, Prima pubblicazione a episodi: L'Eternauta # 32, 34 E.P.C. (Edizioni Produzione Cartoons) (Dic 1984/Feb 1985)
- Storia senza titolo (testi, disegni) 14 pagine, Prima pubblicazione: L'Eternauta # 37, E.P.C. (Edizioni Produzione Cartoons) (Giu 1985)
- La danza degli spiriti (testi, disegni) 20 pagine, Prima pubblicazione: L'Eternauta # 38, E.P.C. (Edizioni Produzione Cartoons) (Lug 1985)
- Forse... (testi, disegni) 7 pagine, Prima pubblicazione: Orient Express # 3, Edizioni L'isola Trovata (Ago 1982)
- L'indiana bianca (testi, disegni) 13 pagine, Prima pubblicazione a episodi: Orient Express # 13, 14, 15, 16 Edizioni L'isola Trovata (Ago 1983/Nov 1983)
- La bestia (testi, disegni) 8 pagine, Prima pubblicazione: L'Eternauta # 22, E.P.C. (Edizioni Produzione Cartoons) (Gen 1984), Ristampa: Epic Illustrated # 34, Marvel Comics (Feb 1986)
- Squaw (testi, disegni) 3 pagine, Prima pubblicazione: Comic Art # 3, Comic Art (Set 1984)

### Druuna
- Morbus Gravis (testi, disegni) 62 pagine, Prima pubblicazione: Charlie Mansuel # 40/45 (Sep 1985/Feb 1986).
  - Prima pubblicazione a episodi: L'Eternauta # 42, 43, 44, 45, 46, 47, 48 E.P.C. (Edizioni Produzione Cartoons) (Dic 1985/Giu 1986),
  - Prima pubblicazione in volume: Morbus Gravis (EPC), E.P.C. (Edizioni Produzione Cartoons) (Mar 1987).
  - Ristampa: Best Comics # 12 - Druuna n.1 : Morbus Gravis, Comic Art (Feb 1993),
  - Druuna # 1 - Morbus Gravis, Alessandro editore (Nov 2000), 100 anni di fumetto italiano # 2 - Manara: Eros d'autore, Panini Comics (Ott 2009),
  - Serpieri Collection # 1 - Morbus Gravis/Delta, Lo scarabeo (Ott 2010), Erotica - L'eros a fumetti # 5 - Serpieri - Druuna 1, Panini Comics (Lug 2016),
  - I grandi maestri - Special # 25 - Serpieri: Druuna 1, Editoriale Cosmo (Mar 2019)
- Morbus Gravis 2 (testi, disegni) 62 pagine
  - Prima pubblicazione a episodi: L'Eternauta # 56, 57, 58, 59, 60 Comic Art (Giu 1987/Mar 1988)
  - Prima pubblicazione in volume: Grandi Eroi # 33 - Morbus Gravis 2: Druuna, Comic Art (Feb 1989)
  - Ristampa: Best Comics # 16 - Druuna n.2 : Morbus Gravis 2, Comic Art (Giu 1993),
  - Druuna # 2 - Delta, Alessandro editore (Nov 2000), Serpieri Collection # 1 -
  - Morbus Gravis/Delta, Lo scarabeo (Ott 2010), Erotica - L'eros a fumetti # 5 - Serpieri - Druuna 1, Panini Comics (Lug 2016),
  - I grandi maestri - Special # 25 - Serpieri: Druuna 1, Editoriale Cosmo (Mar 2019)
- Creatura (testi, disegni) 60 pagine
  - Prima pubblicazione a episodi: L'Eternauta # 81, 82, 83, 84, 85 Comic Art (Gen 1990/Mag 1990)
  - Prima pubblicazione in volume: Grandi Eroi # 78 - Druuna: Creatura, Comic Art (Dic 1990)
  - Ristampa: Best Comics # 42 - Druuna n.3 : Creatura, Comic Art (Set 1995),
  - Druuna # 3 - Creatura, Alessandro editore (Nov 2000), Serpieri Collection # 2 - Creatura/Carnivora, Lo scarabeo (Giu 2015),
  - I grandi maestri - Special # 26 - Serpieri: Druuna 2, Editoriale Cosmo (Mag 2019)
- Carnivora (disegni, testi) 58 pagine
  - Prima pubblicazione a episodi: L'Eternauta # 115, 116, 117, 118 Comic Art (Nov 1992/Feb 1993)
  - Prima pubblicazione in volume: L'Eternauta Presenta # 151 - Druuna: Carnivora, Comic Art (Nov 1995)
  - Ristampa: Grandi Eroi # 108 - Druuna: Carnivora, Comic Art (Giu 1991),
  - Druuna # 4 - Carnivora, Alessandro editore (Nov 2000), Serpieri
  - Collection # 2 - Creatura/Carnivora, Lo scarabeo (Giu 2015),
  - I grandi maestri - Special # 26 - Serpieri: Druuna 2, Editoriale Cosmo (Mag 2019)
- Mandragora (testi, disegni) 56 pagine
  - Prima pubblicazione: BD Penthouse, 1965 Broadway, France (1995)
  - Prima pubblicazione in volume: Blue Book # 14 - Druuna: Mandragora, Blue Press (Nov 1995)
  - Ristampa: Druuna # 5 - Mandragora, Alessandro editore (Giu 2004),
  - Serpieri Collection # 3 - Mandragora/Aphrodisia, Lo scarabeo (Set 2016),
  - I grandi maestri - Special # 27 - Serpieri: Druuna 3, Editoriale Cosmo (Mag 2019)
- Aphrodisia (testi, disegni) 51 pagine
  - Prima pubblicazione: Druuna: Aphrodisia, Castelvecchi Editoria (Nov 1997)
  - Ristampa: Druuna # 6 - Aphrodisia, Alessandro editore (Giu 2004),
  - Serpieri Collection # 3 - Mandragora/Aphrodisia, Lo scarabeo (Set 2016), ***I grandi maestri - Special # 27 - Serpieri: Druuna 3, Editoriale Cosmo (Mag 2019)
- Il pianeta dimenticato (testi, disegni) 62 pagine
  - Prima pubblicazione: Druuna # 7 - Il pianeta dimenticato, Alessandro editore (Nov 2000)
  - Ristampa: Serpieri Collection # 4 - Il pianeta dimenticato/Clone, Lo scarabeo (Dic 2016),
  - I grandi maestri - Special # 28 - Serpieri: Druuna 4, Editoriale Cosmo (Giu 2019)
- Clone (testi, disegni) 60 pagine
  - Prima pubblicazione: Druuna # 8 - Clone, Alessandro editore (Feb 2004)
  - Ristampa: Serpieri Collection # 4 - Il pianeta dimenticato/Clone, Lo scarabeo (Dic 2016),
  - I grandi maestri - Special # 28 - Serpieri: Druuna 4, Editoriale Cosmo (Giu 2019)
- Venuta dal vento (testi, disegni) 55 pagine
  - Prima pubblicazione: Serpieri Collection # 5 - Venuta dal vento, Lo scarabeo (Nov 2018)
  - Ristampa: I grandi maestri - Special # 29 - Serpieri: Druuna 5, Editoriale Cosmo (Lug 2019)

### Storie del west
- Battere il colpo (disegni) 52 pagine
  - Prima pubblicazione: Ken Parker - Collana West # 9 - Battere il colpo, Edizione Isola Trovata (Feb 1986)
- Le regole del gioco (disegni) 52 pagine
  - Prima pubblicazione: Ken Parker - Collana West # 11 - Le regole del gioco, Edizione Isola Trovata (Apr 1986)
- Sioux (disegni) 52 pagine
  - Prima pubblicazione: Ken Parker - Collana West # 13 - Sioux, Edizione Isola Trovata (Giu 1986)
- Donne di frontiera (disegni) 52 pagine
  - Prima pubblicazione: Ken Parker - Collana West # 15 - Donne di frontiera, Edizione Isola Trovata (Ago 1986)
- I cacciatori (disegni) 52 pagine
  - Prima pubblicazione: Ken Parker - Collana West # 17 - I cacciatori, Edizione Isola Trovata (Nov 1986)
- Visi rossi (disegni) 52 pagine
  - Prima pubblicazione: Ken Parker - Collana West # 19 - Visi rossi, Edizione Isola Trovata (Gen 1987)

### Tex Willer
- L'eroe e la leggenda (testi, disegni, colori) 38 pagine, prima pubblicazione: Tex Romanzi a Fumetti volume 1 - L'eroe e la leggenda, Sergio Bonelli Editore, febbraio 2014.

Troviamo suoi disegni nel primo numero di "Scoprire la Bibbia, la Creazione e i Patriarchi", titolo originale "Découvrir la Bible: La Création e Les Patriarches" della Larousse. La traduzione con imprimatur della Chiesa Cattolica del 6 luglio 1984 è pubblicata dalle edizioni San Paolo nel 1987 con presentazione di Gianfranco Ravasi.